# Marmosa gràcil de panxa vermella
La marmosa gràcil de panxa vermella (Cryptonanus ignitus) és una espècie extinta de marsupial didelfimorf de la família Didelphidae, endèmica de la província de Jujuy a l'Argentina.